# نیکولای بکای
نیکولای بکای (اوکراینی: Микола Петрович Бакай؛ ۲ مارس ۱۹۳۱ – ۲۸ ژوئیهٔ ۱۹۹۸) خواننده، آهنگساز، شاعر، مؤلف اهل اوکراین بود. وی بین سال‌های ۱۹۷۶ تا ۱۹۹۸ میلادی فعالیت می‌کرد.